# Patuxent River
Der Patuxent River ist ein Fluss, der durch den US-Bundesstaat Maryland fließt und in die Chesapeake Bay mündet. Zusammen mit dem westlich gelegenen Potomac River und dem nordöstlich gelegenen Patapsco River ist er einer der drei größten Flüsse dieses Bundesstaates und der größte, der ausschließlich durch Maryland fließt.

## Geografie
Der Fluss entspringt 182 km entfernt von seiner Mündung im zum Vorfeld der Appalachen gehörenden Piedmont-Hügelland in Maryland. Von dort aus fließt er in etwa südsüdwestlicher Richtung durch die dicht besiedelte Region zwischen Baltimore und Washington, D.C. und bildet südöstlich von Bowie (Maryland) ein etwa 80 km langes, maximal 3,7 km breites, schiffbares und für die Gezeiten offenes Delta (ein sog. Ästuar). Wichtige Zuflüsse sind der Little Patuxent River, der Middle Patuxent River und der Western Branch.

## Geschichte
Der Name des Flusses ist erstmals auf einer von John Smith nach einer 1608 unternommenen Erkundungsfahrt angefertigten Karte zu lesen. Die ersten europäischen Besucher in der Region waren wahrscheinlich aber spanische Seeleute, die im Juni 1588 in der Mündung des Fußes ankerten. Die Besiedlung durch Europäer begann in der Mitte des 17. Jahrhunderts, mit dem Beginn des Tabakanbaus in dieser Zeit wurden die ökonomischen Grundlagen für die nächsten zweihundert Jahre geschaffen. In der Mitte des 18. Jahrhunderts entwickelte sich auch eine Eisenindustrie, der Patuxent wurde zu einem rege genutzten Transport- und Verkehrsweg. Ab den 1820er Jahren setzte man Dampfschiffe ein. Militärische Bedeutung gewann der Fluss im August 1814, als im Krieg von 1812 britische Truppen an der Mündung landeten, eine Kanonenbootflottille der US Navy zur Selbstzerstörung zwangen und entlang des Patuxent auf Washington vorstießen, das sie nach ihrem Sieg in der Schlacht bei Bladensburg teilweise niederbrannten. Der Niedergang der Tabakplantagen durch die Kriegsschäden und das Auslaugen des Bodens führten zu einer lange andauernden wirtschaftlichen Stagnation der Region, die bis in die 1930er Jahre andauerte.
Im 20. Jahrhundert wurden am Patuxent durch die Errichtung zweier Dämme (Brighton Dam und Rocky Gorge) zwei große Stauseen geschaffen, die ein wichtiges Trinkwasserreservoir für Maryland bilden. Insbesondere der Bau der Stadt Columbia (Maryland) im Quellgebiet des Middle und Little Patuxent ab den 1960er Jahren und die daraus resultierende Verschmutzung des Flusses durch Sedimente und Abwässer führte zu massiven Umweltschäden und dem weitgehenden Absterben der Fischereiindustrie im Deltagebiet. Seitdem wurden – teils unter dem Druck von Prozessen – erhebliche Verbesserungen erreicht und große Flächen unter Naturschutz gestellt. Hieraus resultierte die Entwicklung eines mittlerweile florierenden Tourismus in der Region.